# Dalmacija u mom oku
"Dalmacija u mom oku" naziv je devetog studijskog albuma pjavača Miše Kovača izdanog 1982. godine. Prema prodanoj tiraži dobio je status Zlatna ploča. Album je snimljen u studiju R4 Radiotelevizije Zagreb, sa snimateljem Hrvojem Hegedušićem, a miksan u Milanu, u Polygram studiju. Snimatelj u Milanu je bio Bruno Malasoma. 

## Popis pjesama
1. "Na teraci" - 3:15 - (Dušan Šarac – Krste Juras – Mato Došen)
2. "Dalmacija u mom oku" - 3:04 - (Dušan Šarac – Krste Juras – Mato Došen)
3. "To je tako, mala moja" - 3:40 - (Dušan Šarac – Krste Juras – Mato Došen)
4. "Šibenske kale" - 3:55 - (Dušan Šarac – Krste Juras – Mato Došen)
5. "Stiga je brod" - 3:36 - (Dušan Šarac – Krste Juras – Mato Došen)
6. "Smokva pokraj kuće" - 3:11 - (Dušan Šarac – Krste Juras – Mato Došen)
7. "Lanterna" - 3:38 - (Dušan Šarac – Krste Juras – Mato Došen)
8. "Volin te za sva vrimena" - 3:15 - (Dušan Šarac – Krste Juras – Mato Došen)
9. "Materina dota" - 3:45 - (Dušan Šarac – Krste Juras – Mato Došen)
10. "Gondule naše mladosti" - 3:45 - (Dušan Šarac – Krste Juras – Mato Došen)

## Suradnici na albumu
1982.
- Milo Vasić - bubnjevi i udaraljke
- Vedran Božić - električna gitara
- Branko Bogunović - akustična gitara
- Davor Črnigoj - bass gitara
- Mato Došen - klavijature
- Ivanka Luetić, Zdenka Lukić, Tanja Raščanin, Lella Esposito i Wanda Radicchi - zbor
- Ivica Jakić - fotografije
- Vojno Kundić - urednik

2008.
- Želimir Babogredac - izdavač
- Ante Viljac - urednik
- Goran Martinac - digital remastering
- Nikša Martinac - redesign

## Vanjske poveznice
- Dalmacija u mom oku